# Aleksej Boegajev
Aleksej Ivanovitsj Boegajev (Russisch: Алексей Иванович Бугаев) (Moskou, 25 augustus 1981 – 29 december 2024) was een Russisch betaald voetballer. Boegajev was een centrale verdediger en speelde gedurende zijn carrière voor onder meer Torpedo Moskou, Tom Tomsk en Lokomotiv Moskou.
Boegajev nam in 2004 als reservespeler deel aan het Europees kampioenschap voetbal met het Russisch voetbalelftal, waarvoor hij zeven interlands speelde.
Zijn loopbaan was met vallen en opstaan door te veel alcoholgebruik en schulden. Hij werd opgepakt met de verkoop van mefedron en moest de gevangenis in. Als gedetineerde werd hij naar het front gestuurd.
Boegajev sneuvelde in december 2024 op 43-jarige leeftijd als Russisch soldaat bij de Russische invasie van Oekraïne.

## Erelijst
| Russische supercup | 1x | 2005 |

1 Ovtsjinnikov ·
2 Radimov ·
3 Sytsjov ·
4 Smertin  ·
5 Karjaka ·
6 Semsjov ·
7 Izmailov ·
8 Goesev ·
9 Boelykin ·
10 Mostovoj ·
11 Kerzjakov ·
12 Malafejev ·
13 Sjaronov ·
14 Anjoekov ·
15 Alenitsjev ·
16 Jevsejev ·
17 Sennikov ·
18 Kirisjenko ·
19 Bystrov ·
20 Loskov ·
21 Boegajev ·
22 Aldonin ·
23 Akinfejev ·
Coach: Jartsev